# 黃曉盈
黃曉盈（WONG Hiu Ying, Angel，1987年5月11日—），香港女子競技體操運動員。畢業於香港理工大學時裝及紡織設計系。同時亦為基督徒。

## 簡歷
黃曉盈1歲時隨家人移民到澳洲墨爾本定居，4歲時開始學習體操。至10歲時隨家人回流香港，並加入香港競技體操隊至今。她在中學時期就讀本地的國際學校沙田書院。
2010年11月，黃曉盈代表香港出戰廣州亞運會，參加體操比賽的女子个人全能、跳马及团体三個項目。
2011年8月，黃曉盈代表香港參加深圳舉行的世界大學生夏季運動會體操比賽跳馬項目，與俄羅斯選手並列季軍，奪得個人生涯第一個世界大賽獎牌。
2012年7月，黃曉盈代表香港出戰英國倫敦舉行的奥林匹克运动会體操比賽。在資格賽中，她出戰了平衡木、自由體操、跳馬和高低槓四個項目，其中，她雖然只在平衡木項目得到11.866分，但卻跳出自創的新動作－踏板前空翻180度轉體上木。如有關動作通過國際體聯評定，將可被命名為「黃曉盈跳」。
2018年，黃曉盈接受訪問時表示正當她四年後的里約奧運準備時，卻遇上運動生涯上最大的挫折，於賽前訓練時意外受傷，在練習高低槓時，跌下來時左腳膝蓋落地，左腳膝蓋十字韌帶斷裂，而因當時在日本，入院初步治療後，隨即回香港進行手術。黃曉盈憶述當時是前後、左側和右側，一共四條十字韌帶斷開及撕裂，醫生擔心併發症，要分兩次進行手術，長達五個月時間坐在輪椅上的生活，直言好像宣告運動員生涯就此結束，而最終黃曉盈亦選擇再度站上平衡木。

## 外部連結
- 黃曉盈的Facebook專頁